# Luminal (film)
Luminal è un film del 2004 diretto da Andrea Vecchiato. Si tratta di un film di produzione indipendente tratto dai romanzi di Isabella Santacroce Luminal e Destroy.

## Critica
(MYmovies.it)

## Riconoscimenti
- 2004: Festival del Cinema Indipendente di Roma.[1]